# Kíssamos (província)

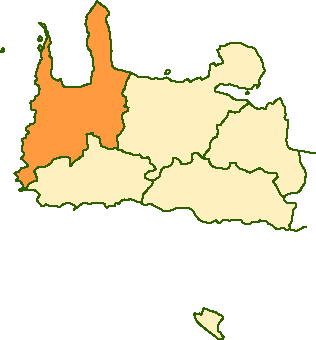
La província de Kíssamos a la prefectura de Khanià

Kíssamos (grec Κίσσαμος ['kisamos] o ['cisamos]) és una de les províncies històriques de Grècia, una regió de l'illa de Creta. És a l'extrem nord-oest, dins de la prefectura de Khanià. És al peu de les Lefka Ori (Muntanyes Blanques), i inclou les penínsules de Grambusa i de Rodopos a la costa nord, i els illots deshabitats de Grambusa, Agria Grambusa, i Pontikonisi al nord-oest, i Elafonissi al sud-oest.
La seva capital és Kastelli-Kissamou.
La província té aquests municipis:
- Innakhori (Innachori)
- Kíssamos
- Kolimbari (Kolymbari)
- Míthimna (Mythimna)
- Vukoliés